# Xenophanta
Xenophanta é um gênero de traça pertencente à família Agonoxenidae.